# 8488 d'Argens
8488 d'Argens (1989 SR1) là một tiểu hành tinh vành đai chính được phát hiện ngày 16 tháng 9 năm 1989 bởi E. W. Elst ở Đài thiên văn Nam Âu.